# Walthère Damery
Walthère Damery (Luik, 7 maart 1610 (of augustus 1614?) – Luik, 18 februari 1672 (of 1678?)) was een Zuid-Nederlands schilder van voornamelijk religieuze onderwerpen, landschappen, portretten en interieurdecoraties. Samen met Gérard Douffet, Bertholet Flémal, Jean-Guillaume Carlier, Englebert Fisen en Philippe Coclers behoort hij tot de belangrijkste 17e-eeuwse barokschilders in het prinsbisdom Luik, ook wel Luikse School genoemd.

## Levensbeschrijving
Over het geboorte- en sterftejaar van Walthère Damery bestaat geen overeenstemming. Hij groeide op in Luik in de wijk bij het klooster Saint-Léonard en ontving enig onderwijs bij de plaatselijke Jezuïeten. Hij volgde waarschijnlijk schilderlessen bij zijn vader, Simon Damery, en bij de Luikse schilder van altaarstukken, Antoine Durbuto.
In 1639 verbleef hij enige tijd in Groot-Brittannië. Een jaar later reisde hij naar Italië, waar hij enige jaren doorbracht. Op de terugreis werd hij door zeerovers gevangengenomen, waarna hij in 1643-'44 gedwongen in Algiers verbleef. In 1644 vertrok hij naar Toulon, alwaar hij een majestueus altaarstuk voor de kathedraal schilderde. De twee daaropvolgende jaren bracht hij door in Parijs. Hier kreeg hij een belangrijke opdracht van de paters karmelieten om de koepel van hun kloosterkerk te beschilderen, de eerste koepelschildering in Frankrijk in de 17e eeuw.
In 1646 of 1647 keerde hij terug naar Luik, alwaar hij tot zijn dood bleef wonen. Twee van zijn leerlingen waren Jacques Damery (zijn jongere broer) en Gilles Hallet.

## Werken
Van Walthère Damery zijn ongeveer 40 schilderijen bewaard gebleven, de meeste in bezit van kerken of particulieren. Behalve met zijn religieuze werken, verwierf hij een zekere faam met zijn portretten en landschappen bij de welgestelden in het prinsbisdom. Belangrijke opdrachtgevers waren de families van Bocholtz en Curtius. De volgende werken zijn van belang:
- Altaarstuk Madonna met Kind en de HH. Cyprianus en Honoratius, 1644, kathedraal Notre-Dame-de-la-Seds, Toulon
- Koepel van de Sint-Jozef-van-de-Karmelkerk in Parijs, ca. 1644

Een belangrijk deel van Damery's oeuvre bevindt zich in de Landcommanderij van Alden Biesen. Damery beschilderde in opdracht van landcommandeur Ferdinand von Sickingen  het plafond van de bibliotheek in de noordoostelijk gelegen hoektoren van de waterburcht van Alden Biesen met voorstellingen van de vier seizoen en de vier elementen (lucht, aarde, vuur en water). In deze in 1745 in Luikse rococostijl ingerichte bibliotheek hangt een staatsieportret van de opdrachtgever op de schouwboezem met aan de wanden een portrettengalerij van enkele leden van zijn familie. 
Voor het oostelijk gelegen salon van de waterburcht schilderde Damery in 1672 het portret van de nicht van een landcommandeur, Anna Margaretha van Bocholtz. Dit bevindt zich op de schoorsteenmantel van het salon. In de landcommanderij kan men ook zijn Onze Lieve Vrouw van de Rozenkrans, de Heilige Dominicus en Edmund Godfried van Bocholtz (ca. 1665) bewonderen.

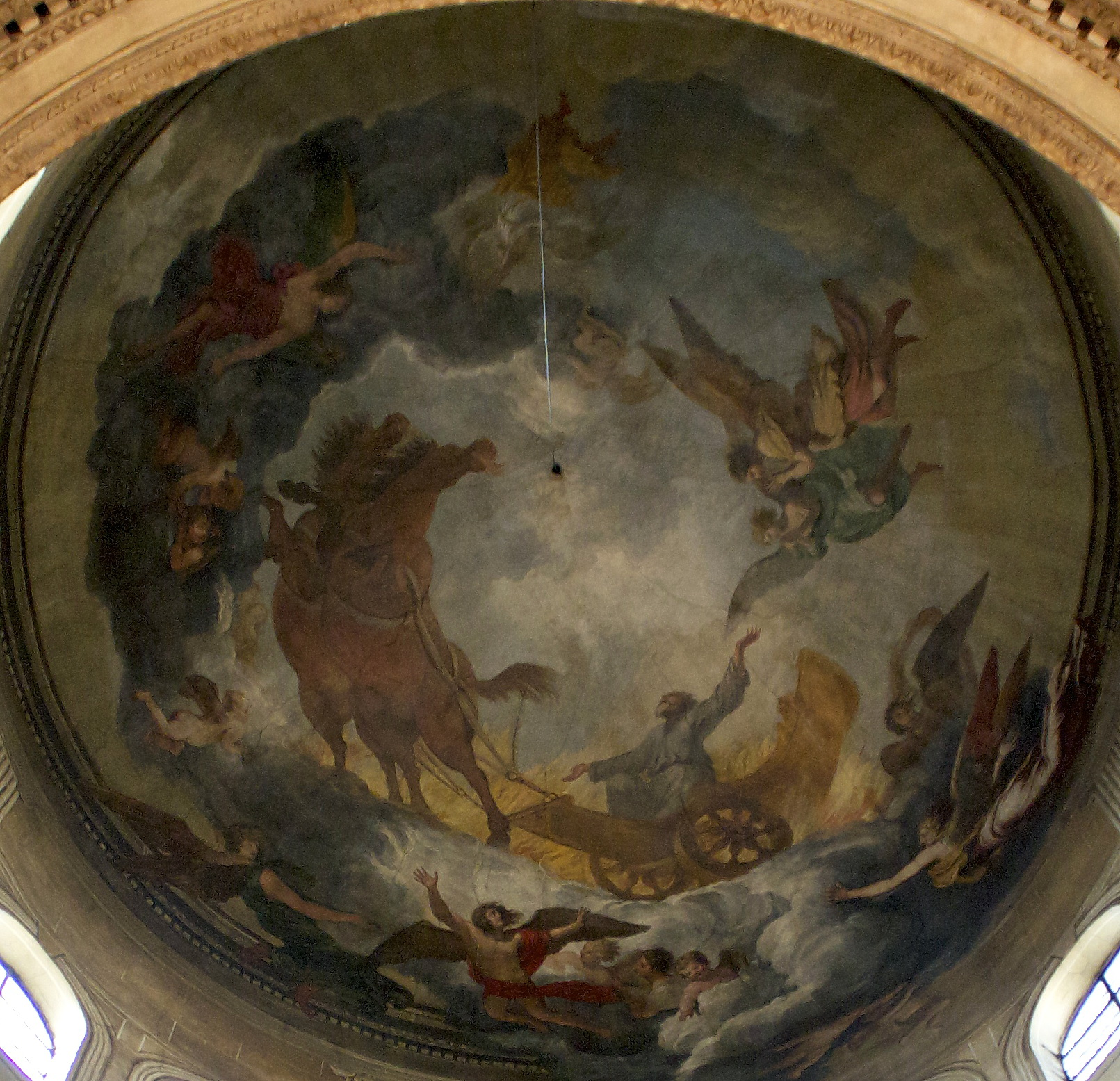
Koepel Karmelkerk
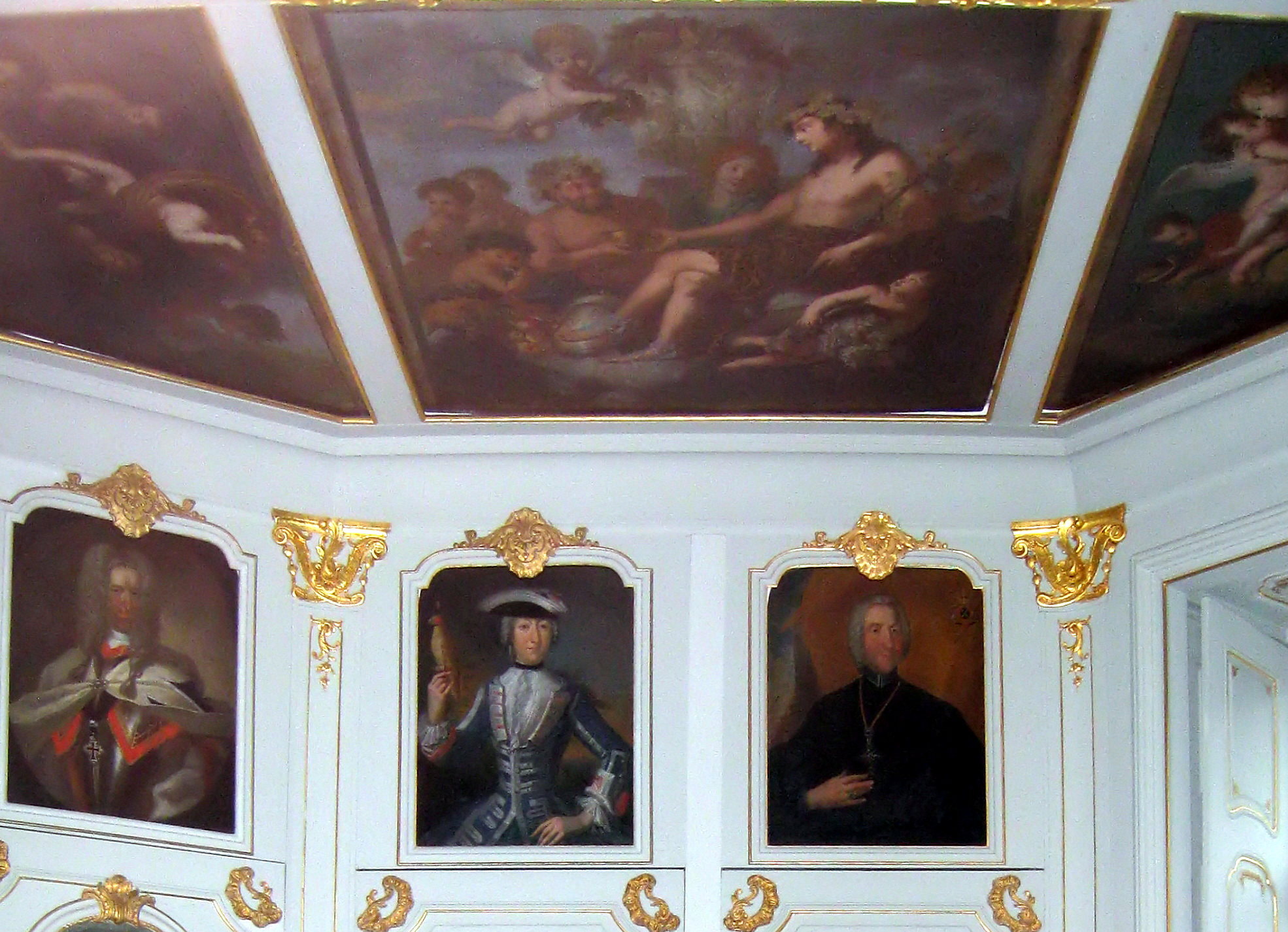
Bibliotheek Alden Biesen
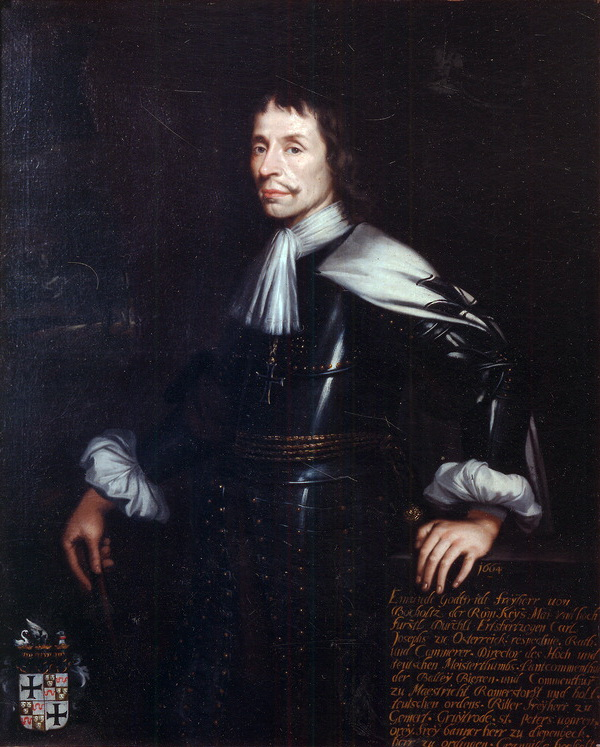
Portret Van Bocholtz
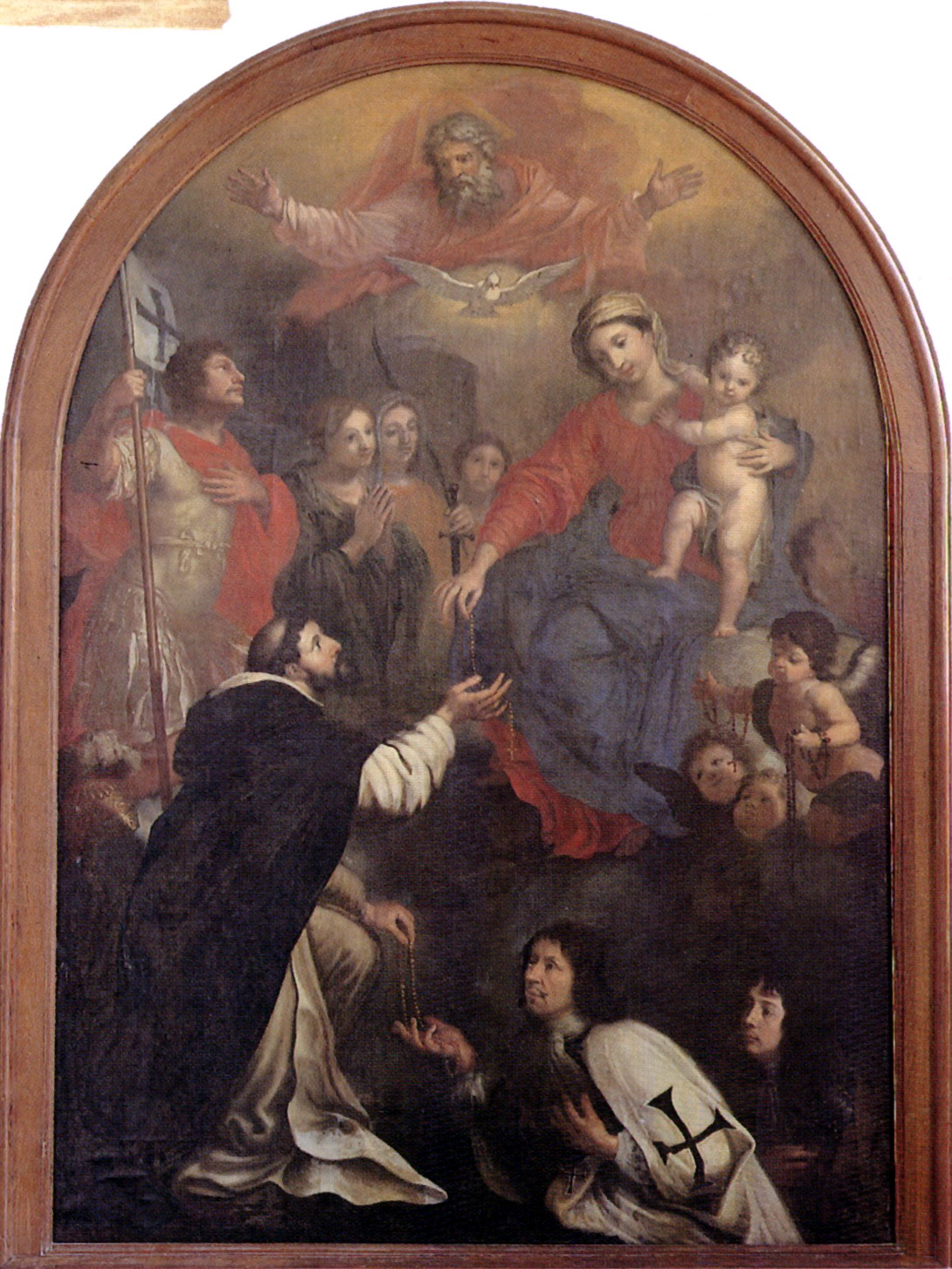
O.L.V. en H. Dominicus